# Sekisho Challenge Open 2012
Il Sekisho Challenge Open 2012 è stato un torneo di tennis facente parte della categoria ITF Women's Circuit nell'ambito dell'ITF Women's Circuit 2012. Il torneo si è giocato a Tsukuba in Giappone dal 27 agosto al 2 settembre 2012 su campi in cemento e aveva un montepremi di $25,000.

## Vincitori

### Singolare
Aki Yamasoto ha battuto in finale  Risa Ozaki con il punteggio di 6–3, 1–6, 6–1

### Doppio
Luksika Kumkhum /  Varatchaya Wongteanchai hanno battuto in finale  Yurina Koshino /  Mari Tanaka con il punteggio di 6–2, 6–2